# Solas (film)
Solas è un film del 1999 diretto da Benito Zambrano.